# HD 69830 c
HD 69830 c é um planeta, o segundo a contar da estrela que orbita, a estrela anã laranja HD 69830. Este é provavelmente um planeta rochoso, não um gigante gasoso. Se este se tivesse formado como um gigante gasoso, poderia ter ficado naquela forma.

## Descoberta
Como a maioria dos exoplanetas, também foi descoberto usando o método de velocidade radial. O planeta foi descoberto por Christophe Lovis et al. a 18 de Maio de 2006.

## Circulação e massa
O planeta orbita sua estrela a uma distância de 0,186 Unidades Astronómicas, tem uma excentricidade de 0,17 e uma massa de cerca de 12,078 vezes a da Terra ou 0,038 vezes a de Júpiter (planeta)Júpiter. O seu raio é estimado em 14 700 km.

## Composição e clima
A temperatura estimada do planeta é de 249 °C. Presumívelmente, o planeta é composto por um núcleo de silicatos.